# Records d'Uruguay d'athlétisme

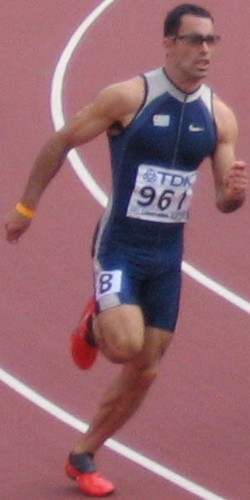
Heber Viera lors des championnats du monde de 2005.

Les records d'Uruguay d'athlétisme sont les meilleures performances réalisées par des athlètes uruguayens et homologuées par la Fédération uruguayenne d'athlétisme (CAU).

## Plein air

### Hommes
| Épreuve              | Record | Athlète                                                                      | Date                | Compétition                           | Lieu              | Réf.   |
| -------------------- | --- | ---------------------------------------------------------------------------- | ------------------- | ------------------------------------- | ----------------- | ------ |
| 100 m                | 10 s 15 (+0,9 m/s) A | Heber Viera                                                                  | 25 juin 1999        | Championnats d'Amérique du Sud        | Bogota            |        |
| 200 m                | 20 s 46 (+1,2 m/s) A | Heber Viera                                                                  | 12 mai 2002         | Championnats ibéro-américains         | Guatemala City    |        |
| 400 m                | 45 s 02 | Andrés Silva                                                                 | 17 mai 2006         |                                       | Fortaleza         |        |
| 800 m                | 1 min 49 s 16 | Javier Marmo                                                                 | 14 juin 2015        | Championnats d'Amérique du Sud        | Lima              | [ 1 ]  |
| 1 500 m              | 3 min 35 s 82 | Santiago Catrofe                                                             | 12 juin 2021        |                                       | Nice              | [ 2 ]  |
| 3 000 m              | 7 min 37 s 15 (AR) | Santiago Catrofe                                                             | 10 septembre 2023   | Mémorial Hanžeković                   | Zagreb            | [ 3 ]  |
| 5 000 m              | 13 min 26 s 78 | Santiago Catrofe                                                             | 22 mai 2022         |                                       | Grosseto          |        |
| 10 000 m             | 28 min 28 s 49 | Santiago Catrofe                                                             | 20 août 2023        | Championnats du monde                 | Budapest          |        |
| 5 km (route)         | 13 min 39 s | Santiago Catrofe                                                             | 31 décembre 2021    | Cursa dels Nassos                     | Barcelone         |        |
| 10 km (route)        | 28 min 04 s | Santiago Catrofe                                                             | 14 janvier 2024     | 10K Valencia Ibercaja                 | Valence           |        |
| Semi-marathon        | 1 h 2 min 15 s | Nicolás Cuestas                                                              | 21 janvier 2024     |                                       | Santa Pola        | [ 4 ]  |
| Marathon             | 2 h 10 min 35 s | Andrés Zamora                                                                | 23 avril 2023       | Marathon de Hambourg                  | Hambourg          | [ 5 ]  |
| 110 m haies          | 14 s 89 | Javier Olivar                                                                | 27 octobre 1984     |                                       | Santiago du Chili |        |
| 400 m haies          | 48 s 65 | Andrés Silva                                                                 | 2 août 2014         | Championnats ibéro-américains         | São Paulo         | [ 6 ]  |
| 3 000 m steeple      | 8 min 23 s 02 | Ricardo Vera                                                                 | 28 juin 1992        | Adriaan Paulen Memorial               | Hengelo           |        |
| Saut en hauteur      | 2,14 m | Elbio Pelloni                                                                | 24 avril 1988       |                                       | Americana         |        |
| Saut à la perche     | 5,00 m | Fernando Ruocco                                                              | 20 juin 1980        |                                       | Troisdorf         |        |
| Saut en longueur     | 8,28 m (+ 2,0 m/s) | Emiliano Lasa                                                                | 1er mai 2022        |                                       | São Paulo         | [ 7 ]  |
| Triple saut          | 15,08 m (+1,2 m/s) | Emiliano Lasa                                                                | 7 novembre 2010     | Torneo International "Semana del Mar" | Mar del Plata     | ,      |
| Lancer du poids      | 15,54 m | Oscar Gadea                                                                  | 12 septembre 1987   |                                       | Montevideo        |        |
| Lancer du disque     | 54,92 m | Rodolfo Casanova                                                             | 14 avril 2012       | Torneo Darwin Piñeyrúa                | San Carlos        | [ 10 ] |
| Lancer du marteau    | 63,18 m | Darwin Piñeyrúa                                                              | 4 mai 1974          |                                       | Montevideo        |        |
| Lancer du javelot    | 71,96 m | Lautaro Techera                                                              | 3 septembre 2022    | Championnats d'Uruguay U23            | Montevideo        |        |
| Décathlon            | 6 602 pts (m) | Sebastián Ortiz                                                              | 21–22 novembre 1998 |                                       | Montevideo        |        |
| Décathlon            | 11 s 2 (100 m), 6,91 m (longueur), 12,24 m (poids), 1,95 m (hauteur), 53 s 8 (400 m) / 16 s 4 (110 m haies), 36,04 m (disque), 4,60 m (perche), 41,05 m (javelot), 5 min 05 s 3 (1 500 m) |                                                                              |                     |                                       |                   |        |
| 20 km marche (route) | |                                                                              |                     |                                       |                   |        |
| 50 km marche (route) | |                                                                              |                     |                                       |                   |        |
| 4 × 100 m            | 40 s 14 | Équipe nationale Heber Viera Rubén Techeira Danielo Estefan Daniel Sarmiento | 26 juin 1999        | Championnats d'Amérique du Sud        | Bogota            |        |
| 4 × 400 m            | 3 min 11 s 59 | Équipe nationale Heber Viera Rubén Techeira Andrés Silva Danielo Estefan     | 19 mai 2002         |                                       | Montevideo        |        |

### Femmes
| Épreuve              | Record | Athlète                                                                                  | Date                | Compétition                                      | Lieu         | Réf.   |
| -------------------- | --- | ---------------------------------------------------------------------------------------- | ------------------- | ------------------------------------------------ | ------------ | ------ |
| 100 m                | 11 s 54 (+1,7 m/s) A | Claudia Acerenza                                                                         | 22 juillet 1988     | Championnats ibéro-américains                    | Mexico       | [ 11 ] |
| 200 m                | 23 s 78 (0,0 m/s) A | Claudia Acerenza                                                                         | 23 juillet 1988     | Championnats ibéro-américains                    | Mexico       | [ 12 ] |
| 400 m                | 52 s 53 | Déborah Rodríguez                                                                        | 3 octobre 2014      | Championnats d'Amérique du Sud (moins de 23 ans) | Santiago     | [ 13 ] |
| 800 m                | 2 min 00 s 20 | Déborah Rodríguez                                                                        | 12 juin 2021        | AtletiCAGenève                                   | Genève       | [ 14 ] |
| 1 500 m              | 4 min 09 s 45 | María Pía Fernández                                                                      | 2 octobre 2019      | Championnats du monde                            | Doha         | [ 15 ] |
| 3 000 m              | 9 min 12 s 80 | María Pía Fernández                                                                      | 4 août 2018         | Meeting voor Mon                                 | Kessel-Lo    | [ 16 ] |
| 5 000 m              | 16 min 46 s 65 | Elena Guerra                                                                             | 18 avril 2004       | Torneo Darwin Piñeyrúa                           | Montevideo   | [ 17 ] |
| 10 000 m             | 35 min 56 s 58 | Lorena Sosa                                                                              | 10 mars 2021        |                                                  | Montevideo   | [ 18 ] |
| Semi-marathon        | 1 h 17 min 52 s | Lorena Sosa                                                                              | 21 août 2022        | Championnats d'Amérique du Sud de semi-marathon  | Buenos Aires | [ 19 ] |
| Marathon             | 2 h 48 min 43 s | Valeria Silvera                                                                          | 19 novembre 2023    | Championnats d'Italie de marathon                | Vérone       | [ 20 ] |
| 100 m haies          | 14 s 61 | Déborah Rodríguez                                                                        | 8 février 2014      |                                                  | Buenos Aires | [ 21 ] |
| 400 m haies          | 56 s 30 | Déborah Rodríguez                                                                        | 23 août 2015        | Championnats du monde                            | Pékin        | [ 22 ] |
| 3 000 m steeple      | 10 min 37 s 12 | María Pía Fernández                                                                      | 23 mars 2019        | Grand Prix Estrella Puente                       | Montevideo   | [ 23 ] |
| Saut en hauteur      | 1,83 m | Lorena Aires                                                                             | 10 mars 2018        | Torneo Darwin Piñeyrúa                           | Montevideo   | [ 24 ] |
| Saut à la perche     | 4,23 m | Déborah Gyurcsek                                                                         | 23 juillet 2000     |                                                  | Cochabamba   |        |
| Saut en longueur     | 6,52 m | Mónica Falcioni                                                                          | 26 juin 1999        | Championnats d'Amérique du Sud                   | Bogota       |        |
| Triple saut          | 13,59 m | Mónica Falcioni                                                                          | 9 mai 1999          |                                                  | Montevideo   |        |
| Lancer du poids      | 15,85 m | Berenice da Silva                                                                        | 25 septembre 1988   |                                                  | Buenos Aires |        |
| Lancer du disque     | 46,88 m | Sofía Bausero                                                                            | 1er septembre 2018  | Championnats d'Uruguay U23                       | San Carlos   | [ 25 ] |
| Lancer du marteau    | 61,52 m | Stefania Zoryez                                                                          | 2 avril 2006        | Torneo Darwin Piñeyrúa                           | Montevideo   |        |
| Lancer du javelot    | 58,88 m | Manuela Rotundo                                                                          | 23 mars 2024        | Grand Prix Estrella Puente                       | Paysandú     | [ 26 ] |
| Heptathlon           | 4 750 pts | Ana Laura Leite                                                                          | 17-18 novembre 2012 |                                                  | Rosario      | [ 27 ] |
| Heptathlon           | 15 s 45 (+0,2 m/s) (100 m haies), 1,57 m (hauteur), 9,94 m (poids), 26 s 19 (+0,4 m/s) (200 m) / 5,55 m (0,0 m/s) (longueur), 32,28 m (javelot), 2 min 27 s 55 (800 m) |                                                                                          |                     |                                                  |              |        |
| 20 km marche (route) | |                                                                                          |                     |                                                  |              |        |
| 4 × 100 m            | 46 s 51 | Équipe nationale Marcela Tiscornia Margarita Martirena Soledad Acerenza Claudia Acerenza | 19 juillet 1992     | Championnats ibéro-américains                    | Séville      | [ 28 ] |
| 4 × 400 m            | 3 min 40 s 19 | Équipe nationale Ines Justet Soledad Acerenza Laura Abel Claudia Acerenza                | 30 juin 1991        | Championnats d'Amérique du Sud                   | Manaus       |        |